# Ferme éolienne de Capricorn Ridge
La ferme éolienne de Capricorne Ridge est située dans les comtés de Sterling et de Coke, au Texas. Elle a une puissance nominale de 662,5 MW, avec 342 éoliennes GE de 1,5 MW et 65 éoliennes Siemens de 2.3 MW, qui sont capables de générer suffisamment d'électricité pour plus de 220 000 foyers. Le parc éolien a été construit, est la propriété et exploitée par une filiale de NextEra Energy Resources.